# Okres Waidhofen an der Thaya
Okres Waidhofen an der Thaya leží v severní části Waldviertelu v rakouské spolkové zemi Dolní Rakousy na pomezí České republiky. Od 31. srpna 1868 do 30. září 1899 byla jeho součástí i velká část sousedního okresu Gmünd, zahrnující v té době i některé obce Západního Vitorazska.

## Správní členění
Okres sestává z 15 obci, mezi tím jsou tři města a deset městysů. V závorkách je uveden počet obyvatel k 1. lednu 2010.

### Města
- Groß-Siegharts (2847)
- Raabs an der Thaya (2833)
- Waidhofen an der Thaya (5720)

### Městysy
- Dietmanns (1118)
- Dobersberg (1691)
- Gastern (1290)
- Karlstein an der Thaya (1539)
- Kautzen (1230)
- Ludweis-Aigen (991)
- Thaya (1428)
- Vitis (2621)
- Waldkirchen an der Thaya (590)
- Windigsteig (1026)

### Obce
- Pfaffenschlag bei Waidhofen an der Thaya (977)
- Waidhofen an der Thaya-Land (1197)

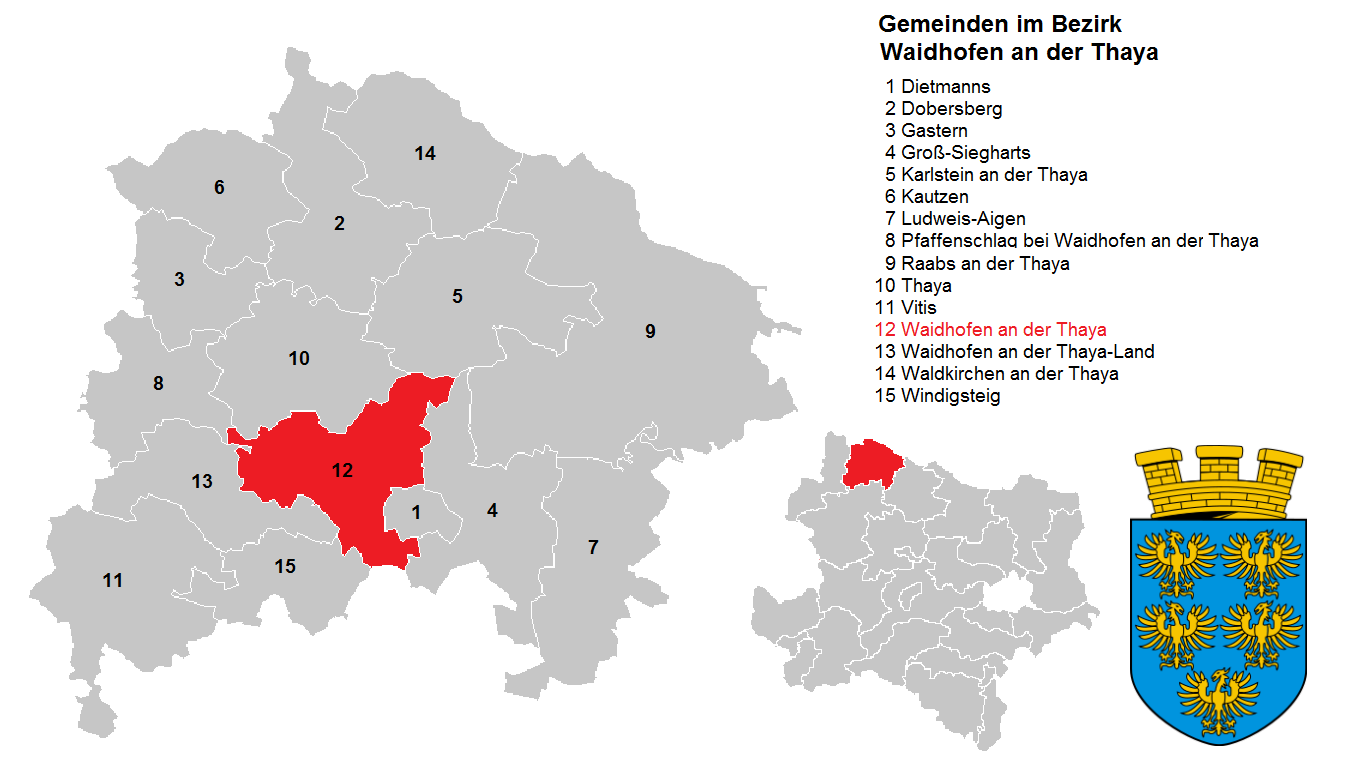
Obce v okrese Waidhofen an der Thaya

## Historie
Okres byl vytvořen v roce 1868.
Po připojení Rakouska k Třetí říši byl okres 1939 rozšířen o jihomoravský soudní okres Slavonice (německy: Zlabings).
V roce 1945 byla provedena změna okresu do stavu v roce 1938.